# Pancheraccia
Pancheraccia ist eine Gemeinde auf der französischen Insel Korsika. Die Bewohner nennen sich Pancheraccesi. Die Gemeinde gehört zur Region Korsika, zum Département Haute-Corse, zum Arrondissement Corte und zum Kanton Ghisonaccia.

## Geografie
Der Hauptort liegt auf ungefähr 500 Metern im Norden der Gemeindegemarkung im korsischen Gebirge. Zu Pancheraccia gehören auch die Weiler Casaperta, Cursigliese und Furnelli. Nachbargemeinden sind Zalana, Tallone, Aléria, Antisanti, Giuncaggio und Pietraserena. 

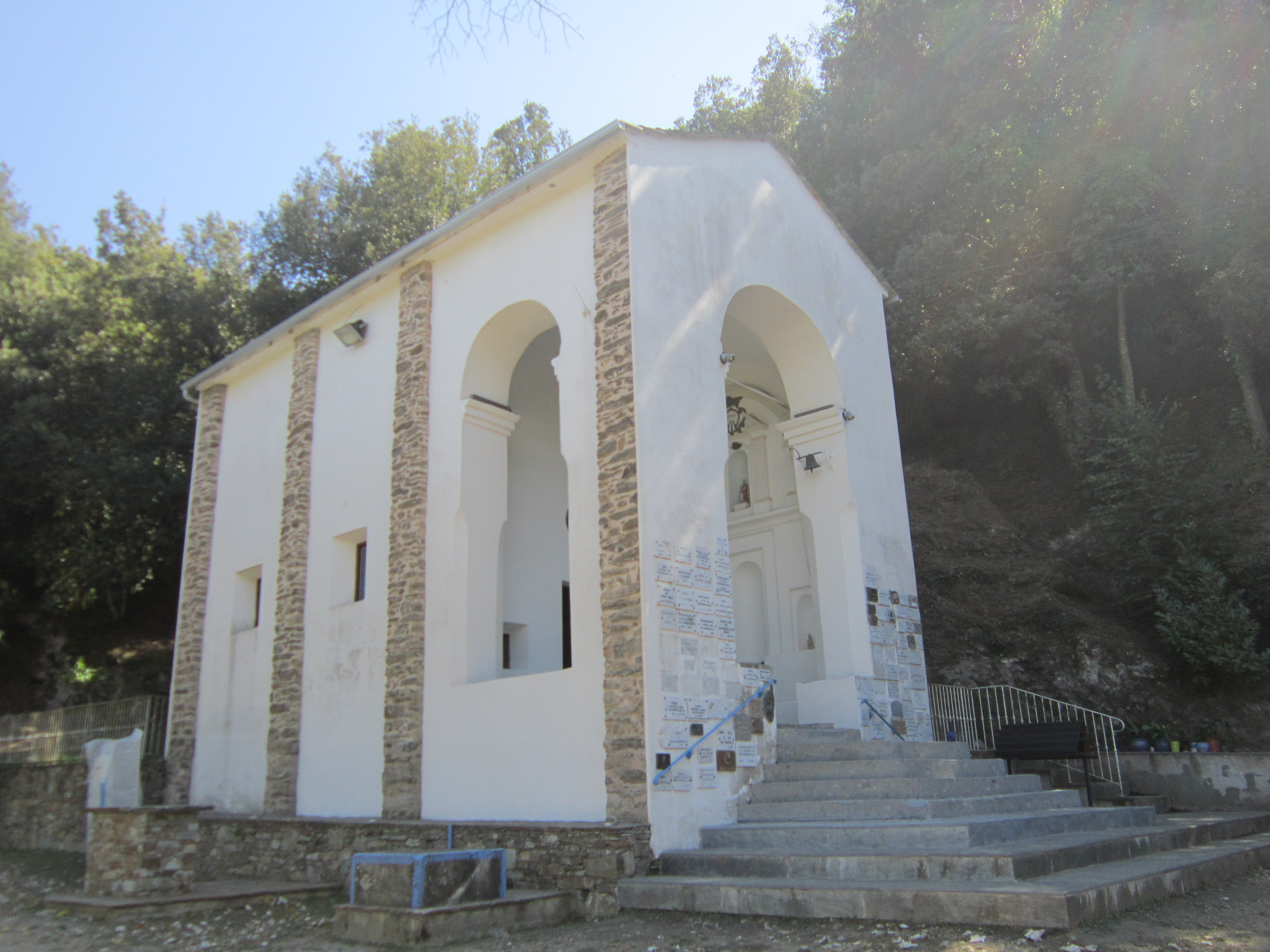
Kirche Notre-Dame in Pancheraccia

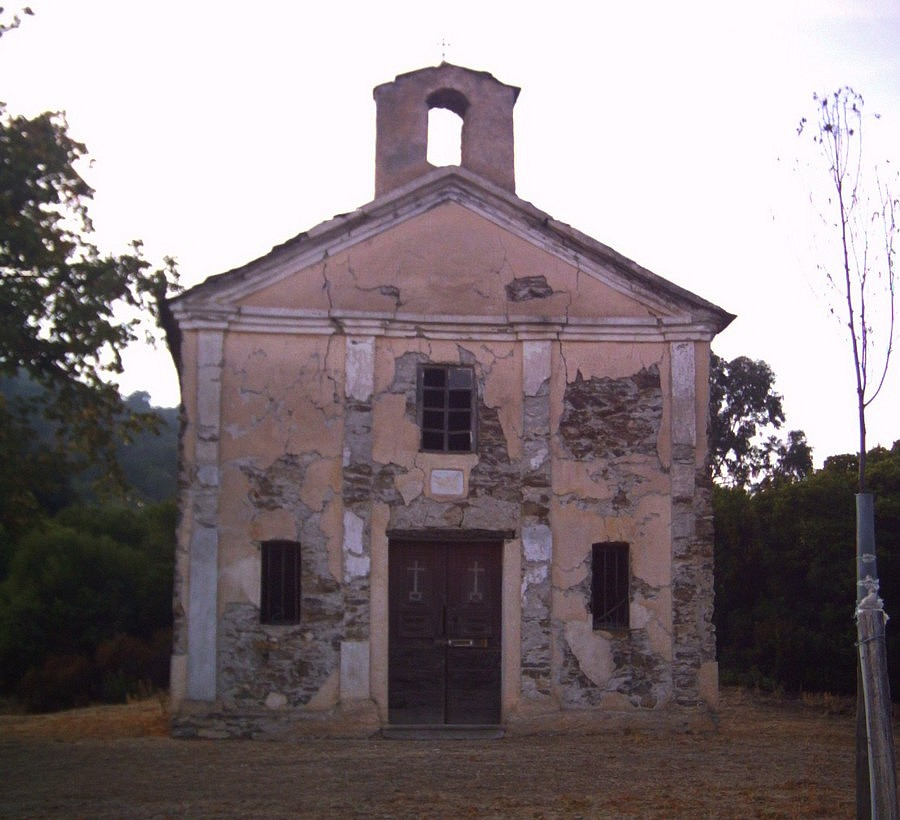
Kapelle Saint-Pierre (San Petru)

## Bevölkerungsentwicklung
| Jahr      | 1962 | 1968 | 1975 | 1982 | 1990 | 1999 | 2008 | 2012 |
| --------- | ---- | ---- | ---- | ---- | ---- | ---- | ---- | ---- |
| Einwohner | 150  | 137  | 125  | 116  | 187  | 184  | 173  | 166  |